# Deprecierea leului moldovenesc (1998)
Deprecierea leului moldovenesc din 1998 se referă la o devalorizare a cursului de schimb al monedei naționale din Republica Moldova, începută în special datorită crizei financiare din Rusia de la miijlocul lunii octombrie – începutul lunii decembrie 1998.
Ca urmare, dacă în septembrie (1998) un dolar american costa 5 lei, atunci în noiembrie (1998) deja 10.50 lei, ulterior cursul s-a stabilizat la valorile 8–9 lei/dolar. Drept urmare s-a redus tempoul de creștere al economiei naționale.

## Vezi și
- Deprecierea leului moldovenesc (2015)

## Legături externe
- Curs valutar USD (dolarul SUA) raportat la MDL (leul moldovenesc) Arhivat în 17 februarie 2015, la Wayback Machine. perioada 1998-99